# Pavonia rosengurttii
Pavonia rosengurttii är en malvaväxtart som beskrevs av Antonio Krapovickas och Cristobal. Pavonia rosengurttii ingår i släktet påfågelsmalvor, och familjen malvaväxter. Inga underarter finns listade i Catalogue of Life.